# Kanton Moulins-Engilbert
Moulins-Engilbert is een voormalig kanton van het Franse departement Nièvre. Het kanton maakte deel uit van het arrondissement Château-Chinon (Ville). 
Het werd opgeheven bij decreet van 18 februari 2014 met uitwerking op 22 maart 2015. De gemeenten werden toegevoegd aan het kanton Luzy, met uitzondering van Onlay die werd toegevoegd aan het kanton Château-Chinon.

## Gemeenten
Het kanton Moulins-Engilbert omvatte de volgende gemeenten:
- Isenay
- Maux
- Montaron
- Moulins-Engilbert (hoofdplaats)
- Onlay
- Préporché
- Saint-Honoré-les-Bains
- Sermages
- Vandenesse
- Villapourçon